# Rallye de Côte d'Ivoire 1981
Le Rallye de Côte d'Ivoire 1981 (13e Rallye Côte d'Ivoire), disputé du 26 au 31 octobre 1981, est la quatre-vingt-dix-huitième manche du championnat du monde des rallyes (WRC) courue depuis 1973, et la onzième manche du championnat du monde des rallyes 1981.

## Contexte avant la course

### Le championnat du monde

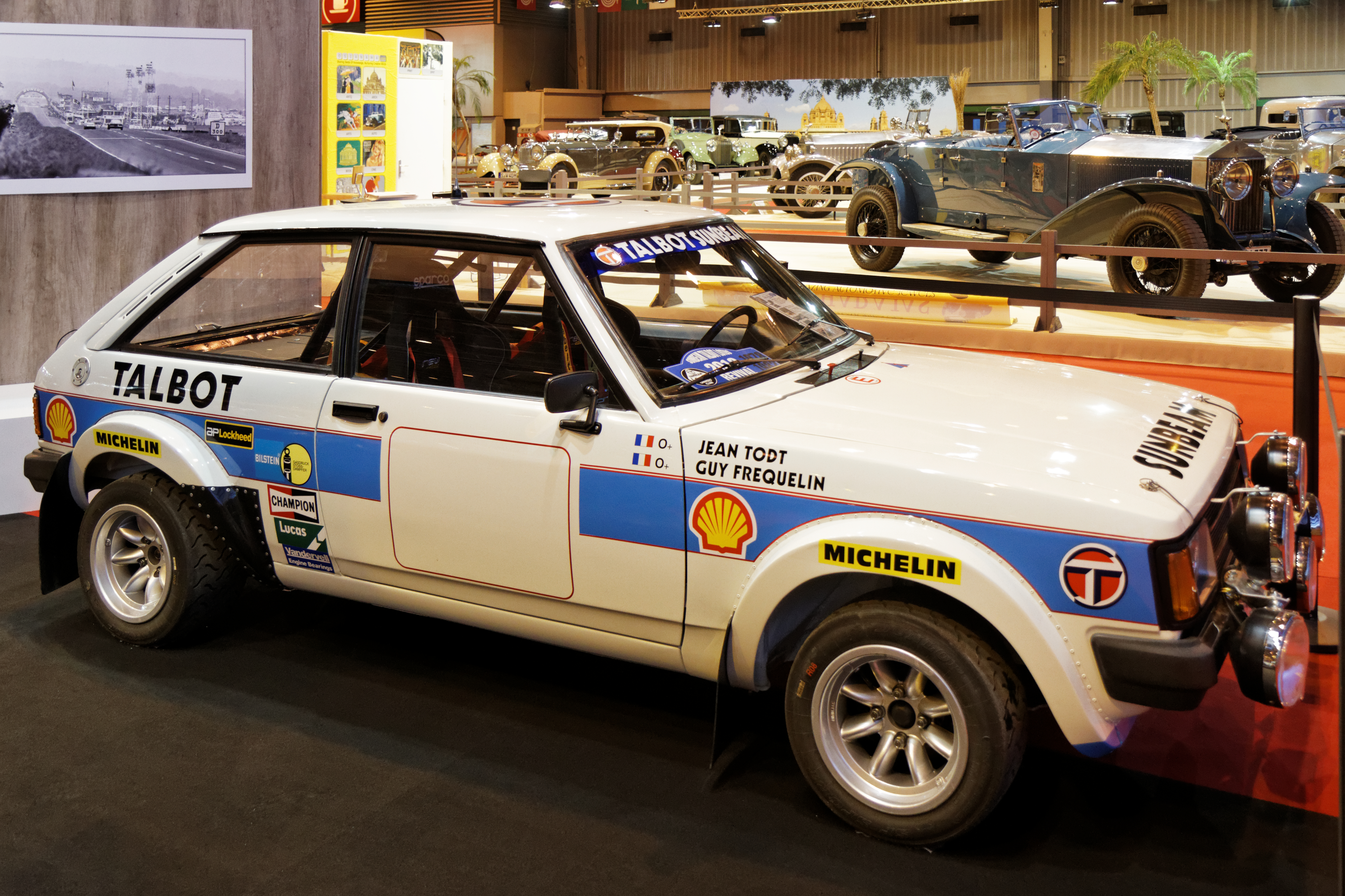
La Sunbeam Lotus groupe 2 de Guy Fréquelin, l'arme de Talbot en championnat du monde.

Ayant succédé en 1973 au championnat international des marques (en vigueur de 1970 à 1972), le championnat du monde des rallyes se dispute sur une douzaine de manches, dont les plus célèbres épreuves routières internationales, telles le Rallye Monte-Carlo, le Safari ou le RAC Rally. Parallèlement au championnat des constructeurs, la Commission Sportive Internationale (CSI) a depuis 1979 créé un véritable championnat des pilotes qui fait suite à la controversée Coupe des conducteurs instaurée en 1977, dont le calendrier incluait des épreuves de second plan. Pour la saison 1981, la CSI a une nouvelle fois exclu la manche suédoise du championnat constructeurs, cette épreuve comptant uniquement pour le classement des pilotes, tout comme le Rallye du Brésil promu cette année au rang mondial. Huit des douze manches du calendrier se disputent en Europe, deux en Afrique et deux en Amérique du Sud. Elles sont réservées aux voitures des catégories suivantes :
- Groupe 1 : voitures de tourisme de série
- Groupe 2 : voitures de tourisme spéciales
- Groupe 3 : voitures de grand tourisme de série
- Groupe 4 : voitures de grand tourisme spéciales

S'appuyant sur sa très efficace Sunbeam Lotus, de loin la meilleure voiture du groupe 2, Talbot occupe la tête du championnat du monde des marques, avec vingt-quatre points d'avance sur Datsun. La marque franco-britannique ne dispose cependant pas de modèle adapté aux pistes africaines et ne sera pas présente en Côte d'Ivoire, contrairement au constructeur japonais, dont les voitures sont favorites sur ce terrain. Au sein du groupe PSA, l'absence des Talbot en Afrique est compensée par la présence officielle de Peugeot, qui participe à l'épreuve dans le seul but d'aider Fréquelin (qui sera pour la circonstance au volant d'un coupé 504), le pilote officiel de Talbot étant en lice pour le titre de champion du monde que seul Ari Vatanen est encore en mesure de lui contester. Cette décision a incité l'équipe Rothmans à effectuer le déplacement africain pour permettre au pilote finlandais de défendre ses chances au volant de son habituelle Ford Escort.

### L'épreuve
Le Rallye de Côte d'Ivoire (auparavant dénommé Rallye Bandama) est le pendant de l’East African Safari : tout comme l'épreuve kényane, il se déroule presque intégralement sur pistes, sur la base de moyennes imposées et sur un parcours non fermé. Cette spécificité rend la course assez dangereuse, les concurrents devant composer à tout moment avec le trafic local (attelages, véhicules particuliers, camions…) ainsi qu'avec la faune domestique errant librement sur le parcours. Organisée pour la première fois en 1969, l'épreuve fut intégrée au championnat du monde en 1978. Peugeot y détient le record de victoires, s'y étant imposé à cinq reprises entre 1971 et 1978.

## Le parcours
- départ : 26 octobre 1981 d'Abidjan
- arrivée : 31 octobre 1981 à Abidjan
- distance : 5 087 km
- surface : terre

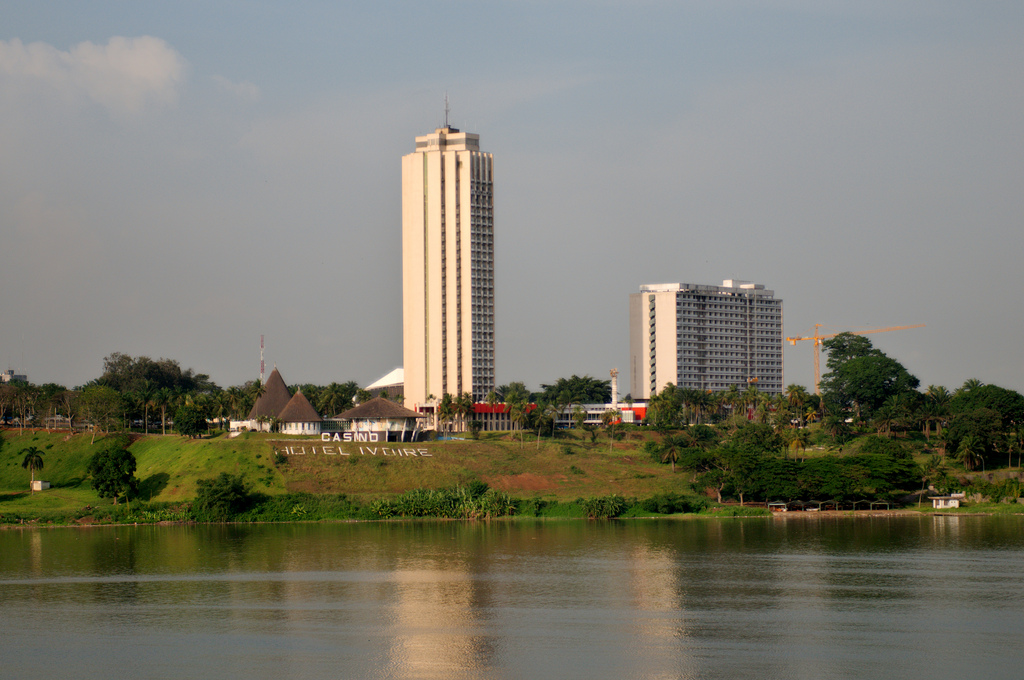
L'hôtel Ivoire d'Abidjan, point de départ du rallye.

- Parcours divisé en quatre étapes, comprenant 52 secteurs de liaison, soient 56 contrôles horaires[2] (C.H.)

### Première étape
- Abidjan - Dimbokro - Yamoussoukro - Brou Akpaoussou - Yamoussoukro, du 26 au 27 octobre
- 16 secteurs de liaison (17 contrôles horaires)

### Deuxième étape
- Yamoussoukro - Touba - Odienné - Yamoussoukro, le 28 octobre
- 12 secteurs de liaison (13 contrôles horaires)

### Troisième étape
- Yamoussoukro - San-Pédro - Taï - Yamoussoukro, du 29 au 30 octobre
- 13 secteurs de liaison (14 contrôles horaires)

### Quatrième étape
- Yamoussoukro - Kotobi - Maféré - Abidjan, le 31 octobre
- 11 secteurs de liaison (12 contrôles horaires)

## Les forces en présence
- Datsun

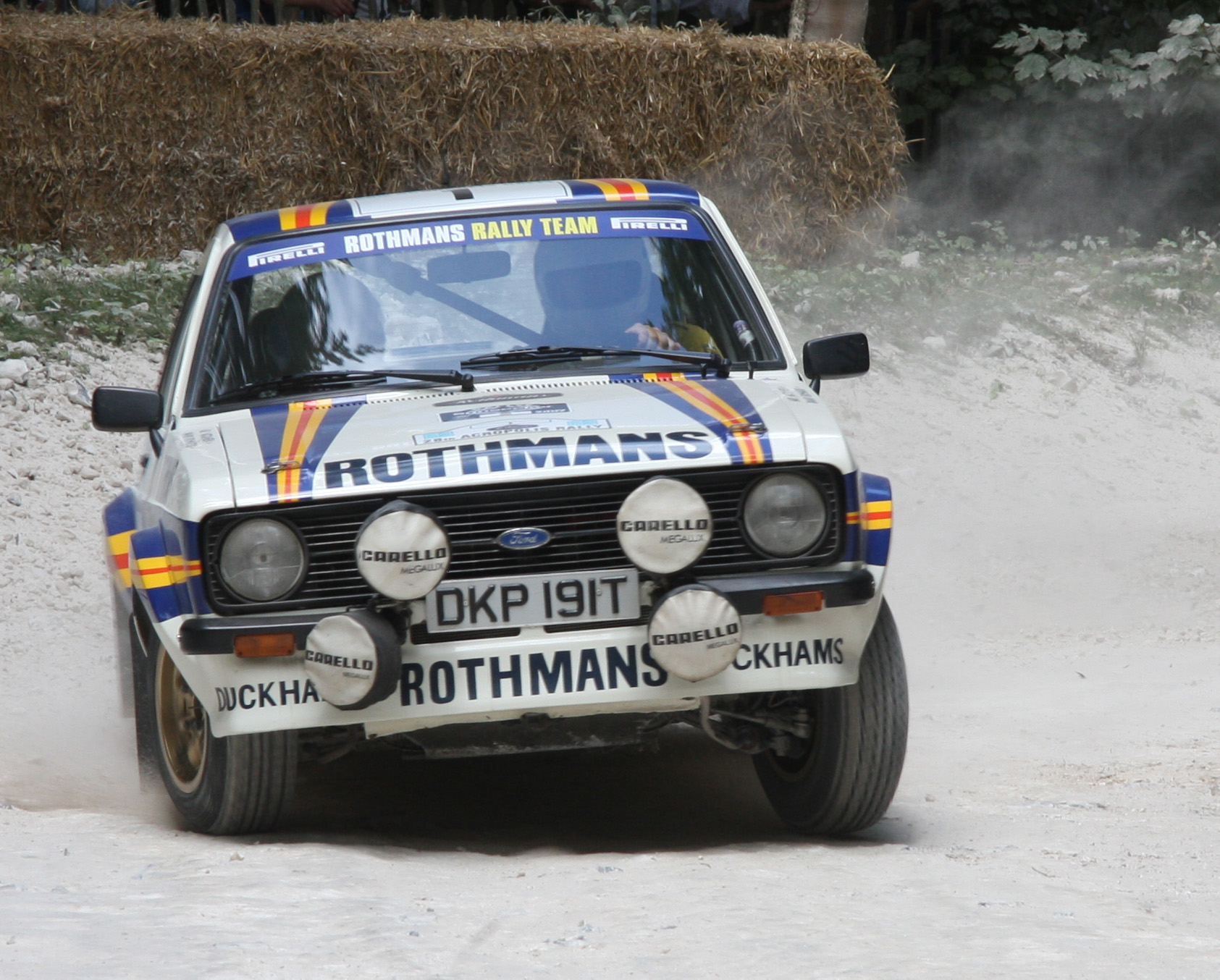
Une Ford Escort RS1800 groupe 4 semblable à celle d'Ari Vatanen.

Le constructeur japonais est représenté par son importateur local Comafrique, qui a engagé deux Violet GT groupe 4 (moteur deux litres à seize soupapes, 210 chevaux) pour Shekhar Mehta et Timo Salonen ainsi qu'une 160J groupe 2 (moteur deux litres à huit soupapes, 185 chevaux) pour Michel Mitri. Deux autres 160J groupe 2, engagées à titre privé et préparées par Andy Dawson, sont au départ : elles sont pilotées par Pierre-Louis Moreau et Pierre Saucet. La monte pneumatique est assurée par la filiale japonaise de Dunlop.
- Ford

La manche ivoirienne n'était pas au programme d'Ari Vatanen, mais l'excellente position de ce dernier au classement du championnat ont incité l'équipe Rothmans à inscrire deux Escort RS1800 groupe 4 pour l'avant-dernière manche de la saison. Elles bénéficient d'une caisse renforcée et de suspensions type 'Safari'. Ainsi configurées, elles pèsent 1200 kg. Par souci de souplesse d'utilisation et de fiabilité, la puissance du moteur deux litres à carburateurs a été ramenée à 215 chevaux. Seule l'une d'entre elles, celle de Vatanen bénéficie d'une préparation soignée, le pilote finlandais ayant effectué les reconnaissances sur la seconde, qui sera pilotée en course par John Taylor. Les Escort sont équipées de pneus Pirelli.
- Peugeot

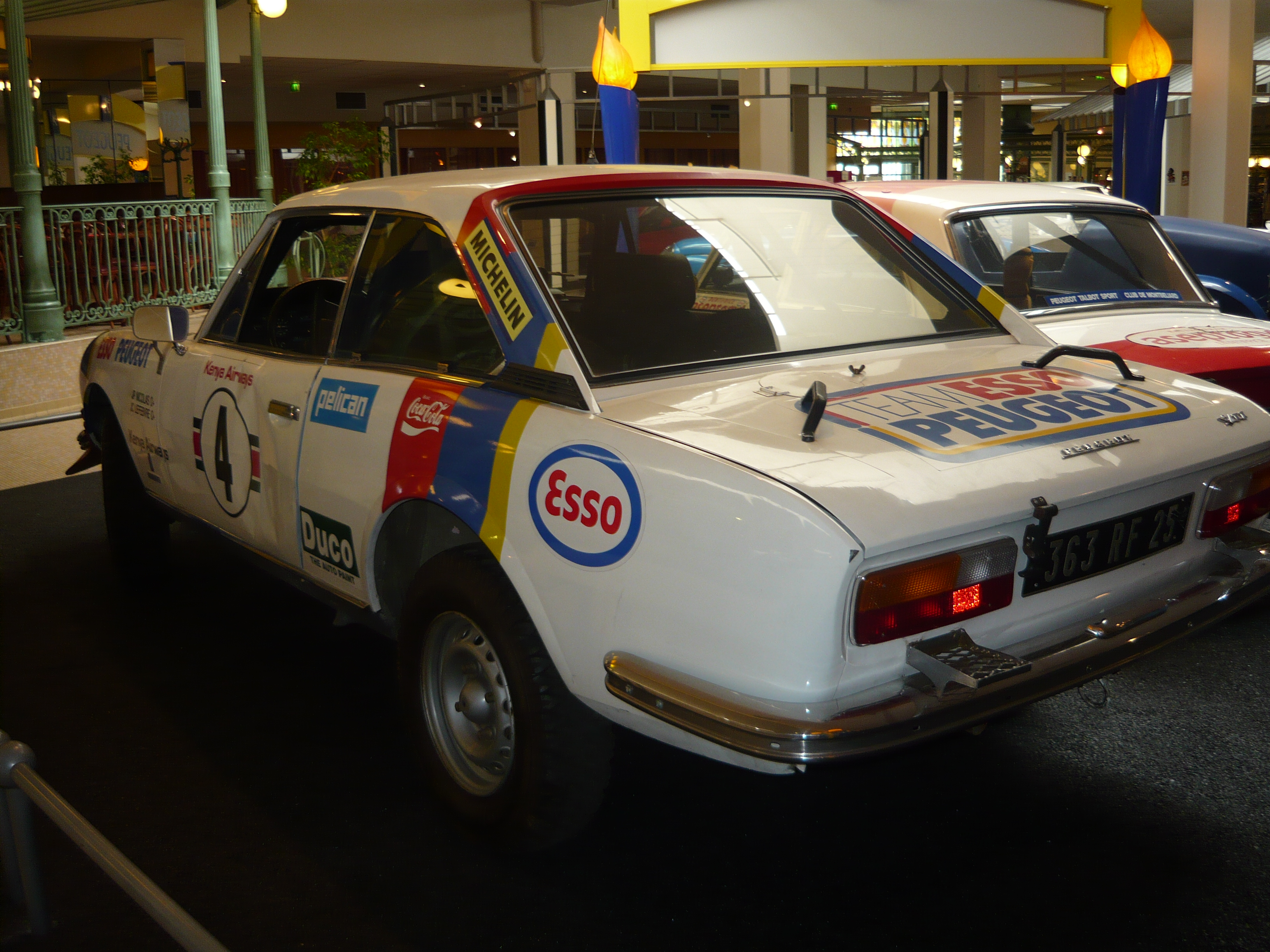
Deuxième apparition cette saison des coupés 504 V6 groupe 4, après le Safari.

La marque française a préparé deux coupés 504 V6 groupe 4, dont un totalement neuf, confié à Guy Fréquelin. Le Français, qui joue le titre mondial, sera épaulé par le pilote local Alain Ambrosino. Pesant 1300 kg, ces voitures sont équipées d'un moteur V6 de 2664 cm3 développant 240 chevaux. Elles utilisent des pneus Michelin. Un troisième coupé 504 est au départ, engagé à titre privé par Jacques Durieu. On note également la présence d'une 505 Diesel groupe 2, aux mains de Claude Laurent.
- Toyota

Le Toyota Team Europe aligne trois coupés Toyota Celica groupe 4 pour Björn Waldegård, Per Eklund et Samir Assef. Ces voitures sont animées par un moteur quatre cylindres deux litres à seize soupapes, alimenté par deux carburateurs Weber double-corps, la puissance maximale étant de l'ordre de 220 chevaux, le taux de compression ayant été diminué pour cette course. Elles sont chaussées de pneus Pirelli.
- Audi

PDG d'une chaîne locale de supermarchés, Adolphe Choteau s'est offert une Audi Quattro groupe 4 pour disputer son rallye national. Cette voiture ne dispose cependant pas de la version moteur la plus poussée mais d'un moteur de série (cinq cylindres, turbo-compresseur KKK, 200 chevaux). Choteau utilise des pneus Michelin.
- Porsche

Marianne Hoepfner et l'acteur Jean-Louis Trintignant s'alignent sur des Porsche 924 GTS groupe 4, patronnées par Gitanes. Tous deux ont prévu de participer au Rallye Paris-Dakar en janvier sur ces voitures, équipées de pneus Kleber, et l'épreuve ivoirienne leur sert de premier test.
- Alpine

Également sous les couleurs de Gitanes, Robert Neyret s'aligne sur une ancienne Alpine A310 groupe 4 à moteur quatre cylindres, préparée chez Polytecnic.

## Déroulement de la course

### Première étape

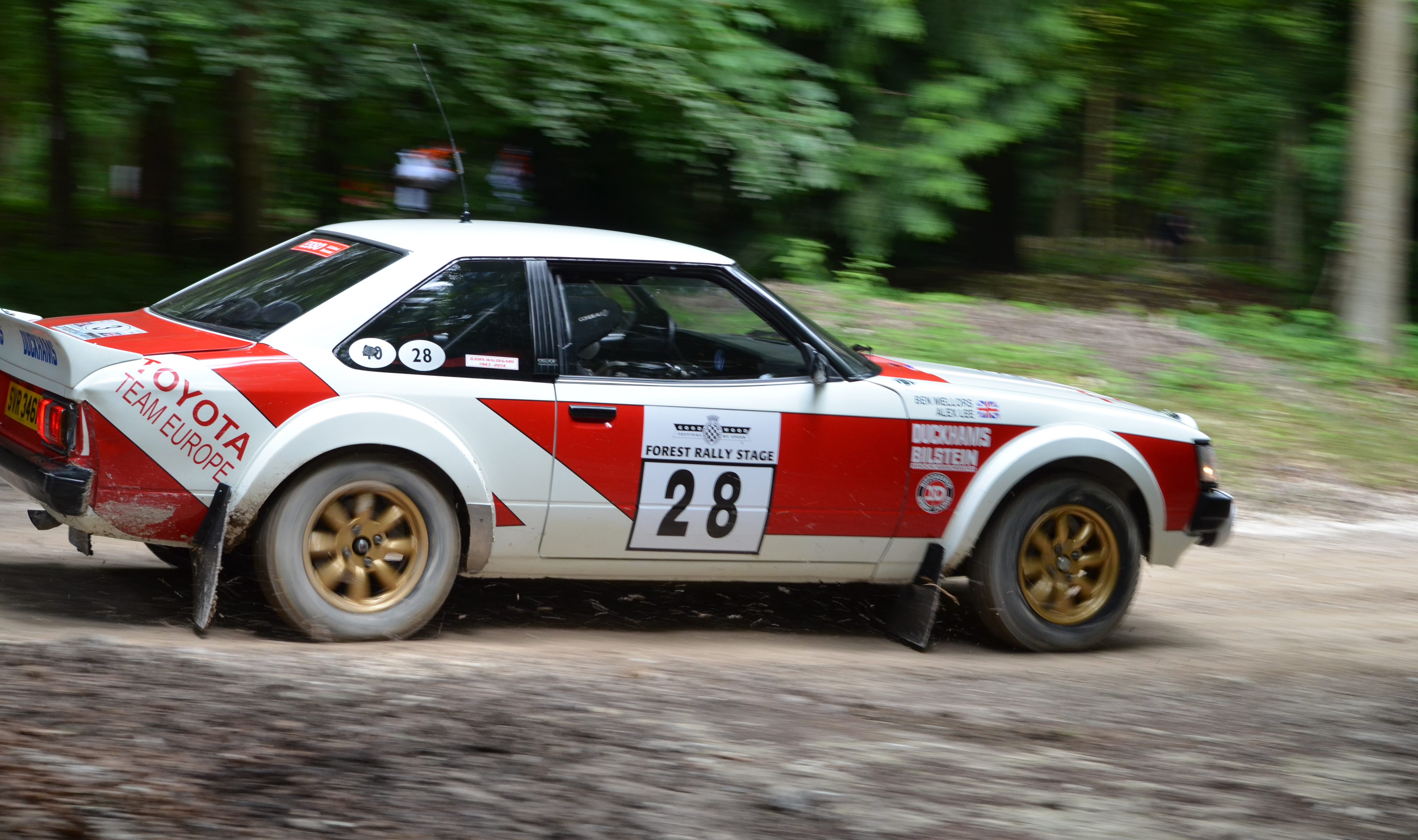
Un coupé Toyota Celica 2000 GT groupe 4 semblable à celui de Waldegård, premier leader du rallye.

Les équipages s’élancent d'Abidjan le lundi matin. Björn Waldegård adopte d'emblée un rythme très soutenu et place sa Toyota en tête dès la première section. Au contrôle d'Agboville, il devance la Datsun de Timo Salonen de deux minutes. Alors que moins de cent kilomètres ont été parcourus, Guy Fréquelin a déjà été retardé à cause d'une sortie de route ayant provoqué le bris d'une biellette de direction sur son coupé 504, ce qui compromet ses chances de devancer Ari Vatanen, son dernier rival dans la conquête du titre de champion du monde. Ce dernier n'est pas épargné par les ennuis, des problèmes d'allumage et d'alimentation (dus aux projections d'eau et de boue sur les pistes humides) affectant le moteur de sa Ford Escort. Jusqu'à Dimbokro les concurrents sont toutefois épargnés par les pluies, mais peu après de grosses averses s'abattent soudain sur la région. Premiers sur la route, Waldegård et son copilote Per Eklund échappent à la tourmente et en profitent pour prendre une sérieuse avance sur leurs adversaires. À Yamoussoukro (mi-étape), Waldegård est toujours en tête avec trois minutes d'avance sur Eklund, qui précède de huit minutes Salonen et son coéquipier Shekhar Mehta, à égalité. Chez Ford, les problèmes affectant la voiture de Vatanen n'ont pas été résolus et le Finlandais n'occupe que la quatorzième place, après de deux heures de retard sur la Toyota de tête. Pour Fréquelin, c'est pis encore, le bris du distributeur (conséquence probable de sa sortie de piste) lui ayant fait perdre plus de deux heures et relégué à la dernière place du classement. Plus de la moitié des concurrents ont déjà abandonné.
La deuxième partie de l'étape consiste en une boucle nocturne passant par Brou Akpaoussou avant de revenir sur Yamoussoukro. Waldegård accroît encore son avance. Elle s'élève à onze minutes lorsqu'il aborde la ville de M'Batto, où une première alerte touche l'équipe Toyota : le pont arrière de la voiture d'Eklund est fuyant, et l'équipage doit effectuer une réparation de fortune, perdant près d'une demi-heure. C'est alors que le moteur de la voiture de tête cède brutalement, contraignant Waldegård à l'abandon. C'est désormais Salonen qui mène la course, avec une marge confortable sur Eklund, reparti en seconde position. Le pilote Finlandais ne va connaître aucun problème au cours de la nuit ; il regagne Yamoussoukro avec près d'une demi-heure d'avance sur la Toyota du Suédois et une heure sur celle d'Assef, qui a profité des ennuis de Mehta (remplacement de la boîte de vitesses) pour s'emparer de la troisième place. Fréquelin est remonté en huitième position, mais son retard sur la Datsun de tête est de plus de trois heures et demie. Il est cependant en bien meilleure posture que son rival Vatanen, qui, percuté par un camion à cinquante kilomètres de l'arrivée, est parvenu de à regagner le parc fermé dans le délai autorisé, en quinzième position, avec une Escort en piteux état. Trente-deux équipages ont abandonné au cours de cette première étape.
| Pos. | Pilote              | Copilote          | Voiture                 | Groupe | Pénalisations | Écart        |
| ---- | ------------------- | ----------------- | ----------------------- | ------ | ------------- | ------------ |
| 1    | Timo Salonen        | Seppo Harjanne    | Datsun Violet GT        | 4      | 1 h 29 min    |              |
| 2    | Per Eklund          | Ragnar Spjuth     | Toyota Celica 2000 GT   | 4      | 1 h 56 min    | + 27 min     |
| 3    | Samir Assef         | Jacques Jaubert   | Toyota Celica 2000 GT   | 4      | 2 h 29 min    | + 1 h 00 min |
| 4    | Shekhar Mehta       | Mike Doughty      | Datsun Violet GT        | 4      | 2 h 33 min    | + 1 h 04 min |
| 5    | Michel Mitri        | Marcel Copetti    | Datsun 160J             | 2      | 2 h 36 min    | + 1 h 07 min |
| 6    | Alain Ambrosino     | Daniel Le Saux    | Peugeot 504 V6 coupé    | 4      | 2 h 42 min    | + 1 h 13 min |
| 7    | Pierre-Louis Moreau | Félix Giallolacci | Datsun 160J             | 2      | 4 h 46 min    | + 3 h 17 min |
| 8    | Guy Fréquelin       | Jean Todt         | Peugeot 504 V6 coupé    | 4      | 5 h 08 min    | + 3 h 39 min |
| 9    | Claude Laurent      | Jacques Marché    | Peugeot 505 SRD         | 2      | 5 h 44 min    | + 4 h 15 min |
| 10   | Eugène Salim        | Martial Yacé      | Mitsubishi Lancer Turbo | 4      | 5 h 50 min    | + 4 h 21 min |
| 15   | Ari Vatanen         | David Richards    | Ford Escort RS1800      | 4      | 7 h 12 min    | + 5 h 43 min |

### Deuxième étape
Les dix-neuf concurrents restant en course repartent de Yamoussoukro dans la nuit du mardi au mercredi, pour effectuer une boucle passant par Touba et Odienné. Peu après le départ, les ponts arrière sont changés sur les Toyota d'Eklund et Assef, ce dernier chutanten sixième position au classement général alors que son coéquipier parvient à conserver sa seconde place. Les fortes pluies ont rendu le parcours très boueux et tous les équipages vont s'embourber et perdre plus d'une heure sur le temps imparti dans le second secteur. Peu après, Mehta, alors troisième, sort de la route et percute un arbre ; sa Datsun est sérieusement endommagée et le pilote kényan va perdre une heure supplémentaire avant de pouvoir reprendre la piste. Un tonneau va coûter une demi-heure à Assef, qui sortira une nouvelle fois de la route un peu plus loin, percutant un arbre et perdant toute chance de bien figurer. En tête, Salonen ne commet aucune erreur et maintient son avance, avant de devoir faire remplacer sa boîte de vitesses et son embrayage, opération qui lui coûte une demi-heure. Il conserve néanmoins le commandement de la course mais en fin de journée l'équipe Datsun, par mesure de précaution, effectue le remplacement du pont arrière et des éléments de suspension de sa voiture, et le pilote finlandais écope d'une demi-heure supplémentaire de pénalisation. L'intervention aurait dû permettre à Eklund de passer en tête, mais son coéquipier a, par erreur, pointé en avance au contrôle de Seguela, ce qui permet à Salonen de conserver la tête au parc fermé de Yamoussoukro, son avance sur la Toyota étant toutefois réduite à huit minutes. Mehta a réussi à se maintenir en troisième position, juste devant son coéquipier Mitri, qui domine largement le groupe 2. Épargné par les problèmes, Fréquelin est remonté à la sixième place, juste derrière son coéquipier Ambrosino. Grâce aux nombreuses interventions de ses mécaniciens, Vatanen a pu se maintenir en course, mais il n'a pu progresser au classement et occupe toujours la quinzième place, avec désormais plus de dix heures de retard, alors qu'il ne reste plus que seize voitures en course.
| Pos. | Pilote              | Copilote          | Voiture               | Groupe | Pénalisations | Écart         |
| ---- | ------------------- | ----------------- | --------------------- | ------ | ------------- | ------------- |
| 1    | Timo Salonen        | Seppo Harjanne    | Datsun Violet GT      | 4      | 4 h 58 min    |               |
| 2    | Per Eklund          | Ragnar Spjuth     | Toyota Celica 2000 GT | 4      | 5 h 06 min    | + 8 min       |
| 3    | Shekhar Mehta       | Mike Doughty      | Datsun Violet GT      | 4      | 5 h 53 min    | + 55 min      |
| 4    | Michel Mitri        | Marcel Copetti    | Datsun 160J           | 2      | 5 h 59 min    | + 1 h 01 min  |
| 5    | Alain Ambrosino     | Daniel Le Saux    | Peugeot 504 V6 coupé  | 4      | 6 h 08 min    | + 1 h 10 min  |
| 6    | Guy Fréquelin       | Jean Todt         | Peugeot 504 V6 coupé  | 4      | 7 h 57 min    | + 2 h 59 min  |
| 7    | Samir Assef         | Jacques Jaubert   | Toyota Celica 2000 GT | 4      | 9 h 05 min    | + 4 h 07 min  |
| 8    | Pierre-Louis Moreau | Félix Giallolacci | Datsun 160J           | 2      | 9 h 30 min    | + 4 h 32 min  |
| 9    | Claude Laurent      | Jacques Marché    | Peugeot 505 SRD       | 2      | 11 h 04 min   | + 6 h 06 min  |
| 10   | Jacques Durieu      | Pierre Tastet     | Peugeot 504 V6 coupé  | 4      | 11 h 44 min   | + 6 h 46 min  |
| 15   | Ari Vatanen         | David Richards    | Ford Escort RS1800    | 4      | 15 h 34 min   | + 10 h 36 min |

### Troisième étape
La troisième étape se déroule sur deux jours (jeudi et vendredi), au sud-ouest de Yamoussoukro. La première partie du parcours ne présente pas de réelle difficulté, mais Eklund se fait néanmoins surprendre, abordant trop vite un virage à gauche et mettant sa Toyota sur le toit. Il perd quarante minutes et Salonen se retrouve dans une position très confortable, d'autant qu'un nouveau changement de pont sur la voiture d'Eklund fait passer l’écart entre les deux premiers à plus d'une heure. Mehta et Mitri se montrent désormais menaçants pour le gain de la seconde place. Sur la section reliant Oume à Gli, Salonen est ralenti par de sérieux problèmes d'allumage, les bougies de sa Datsun n'étant pas suffisamment protégées lors du passage des gués. Malgré un moteur tournant le plus souvent sur trois cylindres, il ne concède toutefois qu'une partie de son avance et reste hors de portée d'Eklund. Ce dernier va d'ailleurs perdre une vingtaine de minutes dans le secteur de San-Pédro, et Mehta en profite pour accéder à la seconde place. Au retour sur Yamoussoukro, Salonen fait une nouvelle fois remplacer le pont arrière et les éléments de suspension. Malgré le temps perdu, il termine l'étape avec une marge de cinquante minutes sur Mehta et de plus d'une heure et quart sur Eklund. Quatrième, Mitri est le dernier représentant du groupe 2, six équipages ayant renoncé au cours de la journée. Il devance toujours les Peugeot d'Ambrosino et Fréquelin. Toujours en course malgré l'état de sa voiture, Vatanen occupe désormais la neuvième et dernière place.
| Pos. | Pilote          | Copilote        | Voiture               | Groupe | Pénalisations | Écart         |
| ---- | --------------- | --------------- | --------------------- | ------ | ------------- | ------------- |
| 1    | Timo Salonen    | Seppo Harjanne  | Datsun Violet GT      | 4      | 8 h 36 min    |               |
| 2    | Shekhar Mehta   | Mike Doughty    | Datsun Violet GT      | 4      | 9 h 26 min    | + 50 min      |
| 3    | Per Eklund      | Ragnar Spjuth   | Toyota Celica 2000 GT | 4      | 9 h 54 min    | + 1 h 18 min  |
| 4    | Michel Mitri    | Marcel Copetti  | Datsun 160J           | 2      | 10 h 45 min   | + 2 h 09 min  |
| 5    | Alain Ambrosino | Daniel Le Saux  | Peugeot 504 V6 coupé  | 4      | 11 h 22 min   | + 2 h 46 min  |
| 6    | Guy Fréquelin   | Jean Todt       | Peugeot 504 V6 coupé  | 4      |               |               |
| 7    | Samir Assef     | Jacques Jaubert | Toyota Celica 2000 GT | 4      | 14 h 50 min   | + 6 h 14 min  |
| 8    | Jacques Durieu  | Pierre Tastet   | Peugeot 504 V6 coupé  | 4      |               |               |
| 9    | Ari Vatanen     | David Richards  | Ford Escort RS1800    | 4      | 23 h 22 min   | + 14 h 46 min |

### Quatrième étape
Les rescapés vont une nouvelle fois affronter la boue au cours de cette dernière journée, qui les ramène à Abidjan. Eklund se fait piéger dans un des bourbiers et reste un moment coincé, avant qu'un véhicule tout-terrain de son assistance ne le sorte de ce mauvais pas, au moment où survient la Datsun de Mehta qui se retrouve bloqué et qui devra attendre son coéquipier Mitri pour l'aider à repartir ! Le pilote kényan perd ainsi vingt minutes, ce qui lui coûte sa deuxième place. En tête, Salonen ne connaîtra qu'une petite alerte au niveau de l'alternateur, panne bientôt réparée. Sans forcer le rythme, il rallie Abidjan avec plus d'une heure d'avance sur Eklund et Mehta, qui terminent dans cet ordre. Derrière Mitri, quatrième et vainqueur du groupe 2, Ambrosino a volontairement pointé cinq minutes en avance au contrôle d'Alépé afin de céder sa cinquième place à son coéquipier Fréquelin dans l'optique du championnat des pilotes. Le pilote français ne marque toutefois que six points de plus que son rival Vatanen, qui est parvenu à conserver sa neuvième place jusqu'à l'arrivée.

### Classement général
| Pos | No | Pilote          | Copilote        | Voiture               | Pénalisations | Écart         | Groupe |
| --- | -- | --------------- | --------------- | --------------------- | ------------- | ------------- | ------ |
| 1   | 4  | Timo Salonen    | Seppo Harjanne  | Datsun Violet GT      | 9 h 57 min    |               | 4      |
| 2   | 1  | Per Eklund      | Ragnar Spjuth   | Toyota Celica 2000 GT | 11 h 09 min   | + 1 h 12 min  | 4      |
| 3   | 6  | Shekhar Mehta   | Mike Doughty    | Datsun Violet GT      | 11 h 22 min   | + 1 h 25 min  | 4      |
| 4   | 8  | Michel Mitri    | Marcel Copetti  | Datsun 160J           | 12 h 29 min   | + 2 h 32 min  | 2      |
| 5   | 2  | Guy Fréquelin   | Jean Todt       | Peugeot 504 V6 coupé  | 13 h 15 min   | + 3 h 18 min  | 4      |
| 6   | 5  | Alain Ambrosino | Daniel Le Saux  | Peugeot 504 V6 coupé  | 13 h 16 min   | + 3 h 19 min  | 4      |
| 7   | 9  | Samir Assef     | Jacques Jaubert | Toyota Celica 2000 GT | 16 h 40 min   | + 6 h 43 min  | 4      |
| 8   | 14 | Jacques Durieu  | Pierre Tastet   | Peugeot 504 V6 coupé  | 24 h 53 min   | + 14 h 56 min | 4      |
| 9   | 7  | Ari Vatanen     | David Richards  | Ford Escort RS1800    | 32 h 12 min   | + 22 h 15 min | 4      |

### Équipages de tête
- Björn Waldegård -  Hans Thorszelius (Toyota Celica 2000 GT) : du C.H. n°1 au C.H. n°13
- Timo Salonen -  Seppo Harjanne (Datsun Violet GT) : du C.H. n°14 au C.H. n°56

## Résultats des principaux engagés
| No | Pilote                 | Copilote           | Voiture                 | Groupe | Classement général                   | Class. groupe |
| -- | ---------------------- | ------------------ | ----------------------- | ------ | ------------------------------------ | ------------- |
| 1  | Per Eklund             | Ragnar Spjuth      | Toyota Celica 2000 GT   | 4      | 2e à 1 h 12 min                      | 2e            |
| 2  | Guy Fréquelin          | Jean Todt          | Peugeot 504 V6 coupé    | 4      | 5e à 3 h 18 min                      | 4e            |
| 3  | Björn Waldegård        | Hans Thorszelius   | Toyota Celica 2000 GT   | 4      | ab. dans la 1re étape (moteur)       | -             |
| 4  | Timo Salonen           | Seppo Harjanne     | Datsun Violet GT        | 4      | 1er                                  | 1er           |
| 5  | Alain Ambrosino        | Daniel Le Saux     | Peugeot 504 V6 coupé    | 4      | 6e à 3 h 19 min                      | 5e            |
| 6  | Shekhar Mehta          | Mike Doughty       | Datsun Violet GT        | 4      | 3e à 1 h 25 min                      | 3e            |
| 7  | Ari Vatanen            | David Richards     | Ford Escort RS1800      | 4      | 9e à 22 h 15 min                     | 8e            |
| 8  | Michel Mitri           | Marcel Copetti     | Datsun 160J             | 2      | 4e à 2 h 32 min                      | 1er           |
| 9  | Samir Assef            | Jacques Jaubert    | Toyota Celica 2000 GT   | 4      | 7e à 6 h 43 min                      | 6e            |
| 10 | Pierre-Louis Moreau    | Félix Giallolacci  | Datsun 160J             | 2      | ab. dans la 3e étape (hors délai)    | -             |
| 12 | Marianne Hoepfner      | 'Biche'            | Porsche 924 GTS         | 4      | ab. dans la 1re étape (distributeur) | -             |
| 14 | Jacques Durieu         | Pierre Tastet      | Peugeot 504 V6 coupé    | 4      | 8e à 14 h 56 min                     | 7e            |
| 15 | John Taylor            | Phil Short         | Ford Escort RS1800      | 4      | ab. dans la 1re étape (transmission) | -             |
| 16 | Robert Neyret          | Jacques Terramorsi | Alpine A310             | 4      | ab. dans la 1re étape (moteur)       | -             |
| 18 | Adolphe Choteau        | Pierre-Yves Burel  | Audi Quattro            | 4      | ab. dans la 1re étape (alimentation) | -             |
| 19 | Pierre Saucet          | Benoît Maurel      | Datsun 160J             | 2      | ab. dans la 2e étape (incendie)      | -             |
| 23 | Claude Laurent         | Jacques Marché     | Peugeot 505 SRD         | 2      | ab. dans la 3e étape (moteur)        | -             |
| 25 | Jean-Louis Trintignant | Jacques Delaval    | Porsche 924 GTS         | 4      | ab. dans la 2e étape (radiateur)     | -             |
| 29 | Eugène Salim           | Martial Yacé       | Mitsubishi Lancer Turbo | 4      | ab. dans la 2e étape                 | -             |

## Classements des championnats à l'issue de la course

### Constructeurs
- attribution des points : 10, 9, 8, 7, 6, 5, 4, 3, 2, 1 respectivement aux dix premières marques de chaque épreuve, additionnés de 8, 7, 6, 5, 4, 3, 2, 1 respectivement aux huit premières de chaque groupe (seule la voiture la mieux classée de chaque constructeur marque des points). Les points de groupe ne sont attribués qu'aux concurrents ayant terminé dans les dix premiers au classement général.
- seuls les sept meilleurs résultats (sur dix épreuves) sont retenus pour le décompte final des points. Ford doit donc décompter les trois points acquis en Côte d’Ivoire.

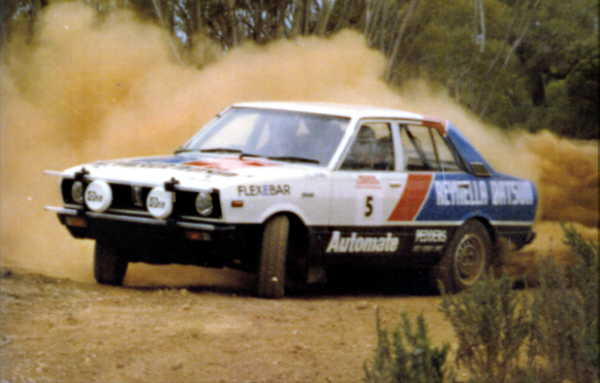
La victoire de Salonen en Côte d'ivoire permet à Datsun de revenir à six points de Talbot au championnat.

| Pos. | Marque     | Points  | M-C  | POR  | SAF  | COR  | ACR  | ARG  | FIN  | SAN  | CIV   | RAC |
| ---- | ---------- | ------- | ---- | ---- | ---- | ---- | ---- | ---- | ---- | ---- | ----- | --- |
| 1    | Talbot     | 112     | 9+8  | 9+8  | -    | 9+8  | 7+8  | 10+8 | 3+8  | 9+8  | -     |     |
| 2    | Datsun     | 106     | -    | 6+7  | 10+8 | 8+7  | 6+7  | 9+8  | 7+5  | -    | 10+8  |     |
| 3    | Ford       | 80 (83) | 3+3  | 4+5  | -    | 4+8  | 10+8 | 5+5  | 10+8 | 4+3  | (2+1) |     |
| 4    | Opel       | 69      | 8+7  | 3+8  | 6+6  | 1+7  | -    | -    | 5+3  | 8+7  | -     |     |
| 5    | Fiat       | 63      | 4+4  | 10+8 | -    | -    | 9+7  | -    | 9+7  | 3+2  | -     |     |
| 6    | Renault    | 50      | 10+8 | -    | -    | 2+5  | 4+6  | 7+8  | -    | -    | -     |     |
| 7    | Audi       | 45      | -    | 7+6  | -    | -    | -    | -    | 8+6  | 10+8 | -     |     |
| 7=   | Toyota     | 45      | -    | 8+7  | -    | 5+6  | -    | -    | 2+1  | -    | 9+7   |     |
| 9    | Peugeot    | 37      | -    | -    | 5+5  | -    | 1+3  | 6+6  | -    | -    | 6+5   |     |
| 10   | Lancia     | 28      | 5+5  | -    | -    | 10+8 | -    | -    | -    | -    | -     |     |
| 11   | Porsche    | 19      | 2+2  | -    | -    | 7+8  | -    | -    | -    | -    | -     |     |
| 12   | Škoda      | 8       | -    | -    | -    | -    | 3+5  | -    | -    | -    | -     |     |
| 13   | Dodge      | 7       | -    | -    | 2+5  | -    | -    | -    | -    | -    | -     |     |
| 14   | Mitsubishi | 1       | -    | -    | -    | -    | -    | -    | 1+0  | -    | -     |     |

### Pilotes
- attribution des points : 20, 15, 12, 10, 8, 6, 4, 3, 2, 1 respectivement aux dix premiers de chaque épreuve.
- seuls les sept meilleurs résultats (sur douze épreuves) sont retenus pour le décompte final des points.

| Pos. | Pilote           | Marque           | Points | M-C | SUE | POR | SAF | COR | ACR | ARG | BRE | FIN | SAN | CIV | RAC |
| ---- | ---------------- | ---------------- | ------ | --- | --- | --- | --- | --- | --- | --- | --- | --- | --- | --- | --- |
| 1    | Guy Fréquelin    | Talbot, Peugeot¹ | 89     | 15  | -   | 6   | -   | 15  | 10  | 20  | 15  | -   | -   | 8¹  |     |
| 2    | Ari Vatanen      | Ford             | 81     | -   | 15  | -   | -   | -   | 20  | -   | 20  | 20  | 4   | 2   |     |
| 3    | Markku Alén      | Fiat             | 56     | 4   | -   | 20  | -   | -   | 15  | -   | -   | 15  | 2   | -   |     |
| 4    | Shekhar Mehta    | Datsun           | 55     | -   | -   | -   | 20  | -   | 8   | 15  | -   | -   | -   | 12  |     |
| 5    | Hannu Mikkola    | Audi             | 42     | -   | 20  | -   | -   | -   | -   | -   | -   | 12  | 10  | -   |     |
| 6    | Timo Salonen     | Datsun           | 40     | -   | -   | -   | 10  | -   | -   | -   | -   | 10  | -   | 20  |     |
| 7    | Henri Toivonen   | Talbot           | 38     | 8   | -   | 15  | -   | -   | -   | -   | -   | -   | 15  | -   |     |
| 8    | Michèle Mouton   | Audi             | 30     | -   | -   | 10  | -   | -   | -   | -   | -   | -   | 20  | -   |     |
| 9    | Bernard Darniche | Lancia           | 26     | 6   | -   | -   | -   | 20  | -   | -   | -   | -   | -   | -   |     |
| 10   | Per Eklund       | Porsche, Toyota¹ | 23     | -   | 2   | -   | -   | 6¹  | -   | -   | -   | -   | -   | 15¹ |     |
| 11   | Jorge Recalde    | Datsun           | 22     | -   | -   | -   | -   | -   | -   | 12  | 10  | -   | -   | -   |     |
| 12   | Jean Ragnotti    | Renault          | 20     | 20  | -   | -   | -   | -   | -   | -   | -   | -   | -   | -   |     |
| 12=  | Jochi Kleint     | Opel             | 20     | 12  | -   | -   | 8   | -   | -   | -   | -   | -   | -   | -   |     |
| 12=  | Tony Pond        | Datsun           | 20     | -   | -   | 8   | -   | 12  | -   | -   | -   | -   | -   | -   |     |
| 12=  | Pentti Airikkala | Ford             | 20     | -   | 12  | -   | -   | -   | -   | -   | -   | 8   | -   | -   |     |
| 12=  | Anders Kulläng   | Opel             | 20     | 10  | 10  | -   | -   | -   | -   | -   | -   | -   | -   | -   |     |
| 17   | Björn Waldegård  | Ford, Toyota¹    | 17     | 3   | -   | 12¹ | -   | -   | -   | -   | -   | 2¹  | -   | -   |     |
| 18   | Rauno Aaltonen   | Datsun           | 15     | -   | -   | -   | 15  | -   | -   | -   | -   | -   | -   | -   |     |
| 19   | Mike Kirkland    | Datsun           | 12     | -   | -   | -   | 12  | -   | -   | -   | -   | -   | -   | -   |     |
| 19=  | Attilio Bettega  | Fiat             | 12     | -   | -   | -   | -   | -   | 12  | -   | -   | -   | -   | -   |     |
| 19=  | Domingo De Vitta | Ford             | 12     | -   | -   | -   | -   | -   | -   | -   | 12  | -   | -   | -   |     |
| 19=  | 'Tony'           | Opel             | 12     | -   | -   | -   | -   | -   | -   | -   | -   | -   | 12  | -   |     |
| 19=  | Björn Johansson  | Opel             | 12     | -   | 6   | -   | -   | -   | -   | -   | -   | 6   | -   | -   |     |